# 赤ちゃんのおでかけ
『赤ちゃんのおでかけ』（Baby's Day Out）は、1994年にアメリカで製作されたコメディ映画。

## ストーリー
大豪邸コットウェル邸で何不自由なく過ごしていた生後間もない赤ん坊のビンク・コットウェルは「1人の赤ん坊が母親と一緒に動物園や公園、デパートや工場などを見にお出かけする」という内容の絵本に夢中になっていた。そんなビンクの様子をよそに、両親のベニントンとラレインはビンクの出生記念の写真を撮影する準備をしていたが、ラレインはいつも懇意にしている写真屋とは別の赤ちゃん専門の写真屋に頼み込んだ。
一方、小悪党エディ、ノービー、ヴィーコの3人は、金持ちの家の赤ん坊を誘拐し身代金を手に入れ、一発当ててやろうと企て、その標的としてコットウェル邸に狙いを定めていた。ビンクの撮影当日、3人はビンクの撮影を頼まれた写真屋を捕えて服を奪い、自分らが写真屋になりすましてコットウェル邸に侵入する。仕事の都合で出かけて行ったベニントンの代わりにビンクと2ショットで撮る予定だったラレインにエディは「お子さんのお姿により相応しい服装に着替えては？」と口車に乗せ、ラレインが着替えに、そして彼女の着替えを手伝いに向かったギルバーティンら召使らが撮影する部屋から去ったのを確認し、ビンクが愛読している絵本と一緒にビンクの誘拐に成功する。同時にコットウェル家に5000万ドルの身代金を要求したのだった。しかし、その日の昼にビンクの服を着替えさせて眠りにつかせようとしたノービーが逆に寝たのが原因で、ビンクはハトを追いかけて外へ出てしまう。
その後、悪党の3人は毎回ビンクと目と鼻の先まで追いつくも、行く先々で悲惨な目に遭いビンクに逃げられてしまう。そんな中、ビンクは自身の愛読の絵本の通りに様々な場所へ、ハイハイで冒険に繰り出していた。
一方、FBIと共にビンクの捜索を行っていたコットウェル家は、目撃者の証言からビンクの愛読していた絵本の内容の通りの場所で1人の赤ん坊が目撃されている事に気づくのだった。

## 登場人物
ビンク
演 - アダム・ロバート・ウォートン、ジェイコブ・ジョセフ・ウォートン
主人公。大富豪・コットウェル家の一人息子。赤ちゃんが色んな場所へお出掛けする「赤ちゃんのおでかけ」という絵本がお気に入りで、いつも乳母のギルバーティンに読み聞かせてもらっている。
赤ちゃん専門の写真屋に変装したエディ達小悪党3人に身代金目的で誘拐されてしまうが、アジトで偶然絵本と同じ白い鳩を見つけて追いかけ始めたことをきっかけに絵本の内容通りに動物園やデパート等とハイハイで様々な場所へと冒険し、最終的には最後に訪れた退役軍人ホームの退役軍人の老夫達に保護され、無事に家族と再会。エディ達のアジトの場所を突き止めることで絵本も取り戻した。
エディ
演 - ジョー・マンテーニャ、日本語吹替 - 江原正士
3人組のリーダー格。赤ちゃん専門の写真屋に変装してビンクを誘拐、身代金5000万ドルを要求するも、ビンクに逃げられ追いかけるが、とんだ災難に見舞われる羽目になる。
ノービー
演 - ジョー・パントリアーノ、日本語吹替 - 青野武
ビンクを誘拐し、そのまま寝かしつけようとするも逆に自分が眠ってしまい、ビンクに逃げられる原因を作ってしまう。高所恐怖症。
ヴィーゴ
演 - ブライアン・ヘイリー、日本語吹替 - 大塚芳忠
3人組の中では一番の常識人。
ベニントン・コットウェル
演 - マシュー・グレイヴ、日本語吹替 - 堀内賢雄
ビンクの父親。
ラレイン・コットウェル
演 - ララ・フリン・ボイル、日本語吹替 - 日野由利加
ビンクの母親。
いつもとは別の赤ちゃん専門の写真屋に新生児の記念写真を依頼していたが、写真屋に変装していたエディ達によってビンクを誘拐されてしまう。しかし、ギルバーティンがいつも読み聞かせていた絵本をヒントに、退役軍人ホームでビンクと再会を果たす。そして後日、いつもの写真屋に改めて新生児の記念写真を依頼した。
ギルバーティン
演 - シンシア・ニクソン、日本語吹替 - 冬馬由美
コットウェル家に仕えるビンクの乳母。いつもビンクからお気に入りの絵本である「赤ちゃんのおでかけ」を読んでほしいとせがまれており、いつもその絵本を読んでいることから、絵本の内容を熟知している。
デイル・グリソム
演 - フレッド・ダルトン・トンプソン、日本語吹替 - 有本欽隆
誘拐事件を担当するFBI捜査官。
ティンセル
演 - エディ・ブラッケン、日本語吹替 - 北村弘一
退役軍人ホームの老人。
アンドリュース
演 - ジョン・ネヴィル
コットウェル家に仕える執事。
ジョー・デプキ
演 - マイク・スター（クレジットなし）、日本語吹替 - 辻親八
赤ちゃんの目撃情報を提供する街の住人。
- その他声の出演︰増谷康紀、坂口哲夫、多田野曜平、片岡富枝、辻親八、田中敦子、定岡小百合、江川央生、紗ゆり
- 日本語吹替スタッフ︰翻訳︰中村和子、演出︰福永莞爾